# Abilov
Abilov je priimek več oseb:
- Anatolij Abilovič Abilov (1915—2005), sovjetski častnik, heroj Sovjetske zveze.
- Mahmud Abdul-Rzajevič Abilov (1898—1972), sovjetski general
- Bulat Abilov (*1957), kazahstanski politik
- Ismail Abilov, bolgarski rokoborec